# 空中学校

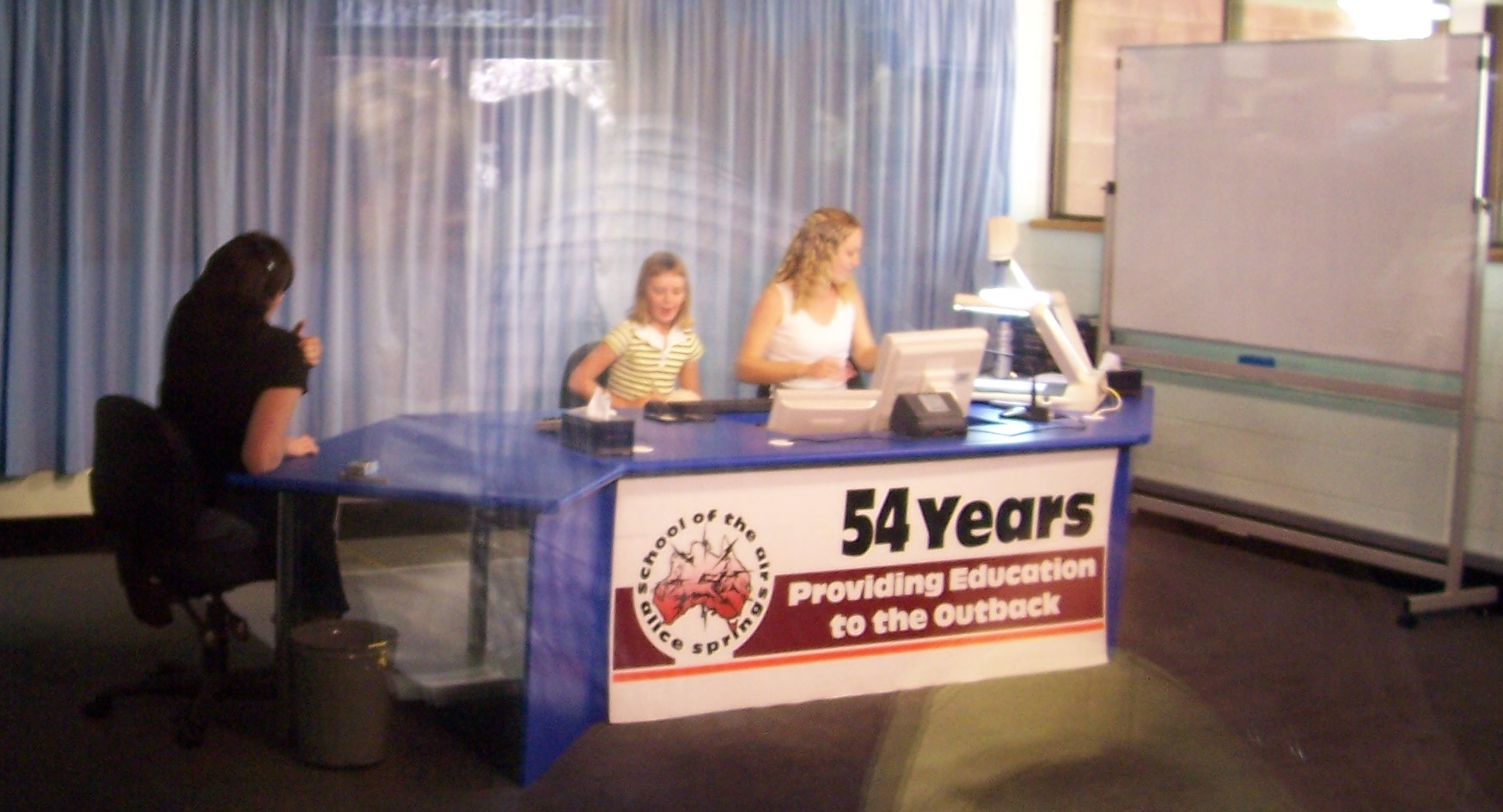
位于艾丽斯斯普林斯的空中学校演播室。
（摄于2005年）

空中学校（英語：School of the Air）是澳大利亚对函授学校的统称，它们为澳大利亚内陆及偏远地区的儿童提供初级和中级教育服务。过去这种教育服务主要通过无线电广播实现，而现在则采用电话或互联网技术。之所以在这些地区提供此类服务是由于当地学龄人口太少而无法满足传统形式学校的生存。

## 发展历史
阿尔弗雷德·特雷格在1929年发明了脚踏式收音机， 以及教育家阿德莱克·米瑟克在参与制定和发展现有皇家飞行医生服务的无线电通讯服务，这些都对澳大利亚建立空中学校奠定了重要基础。

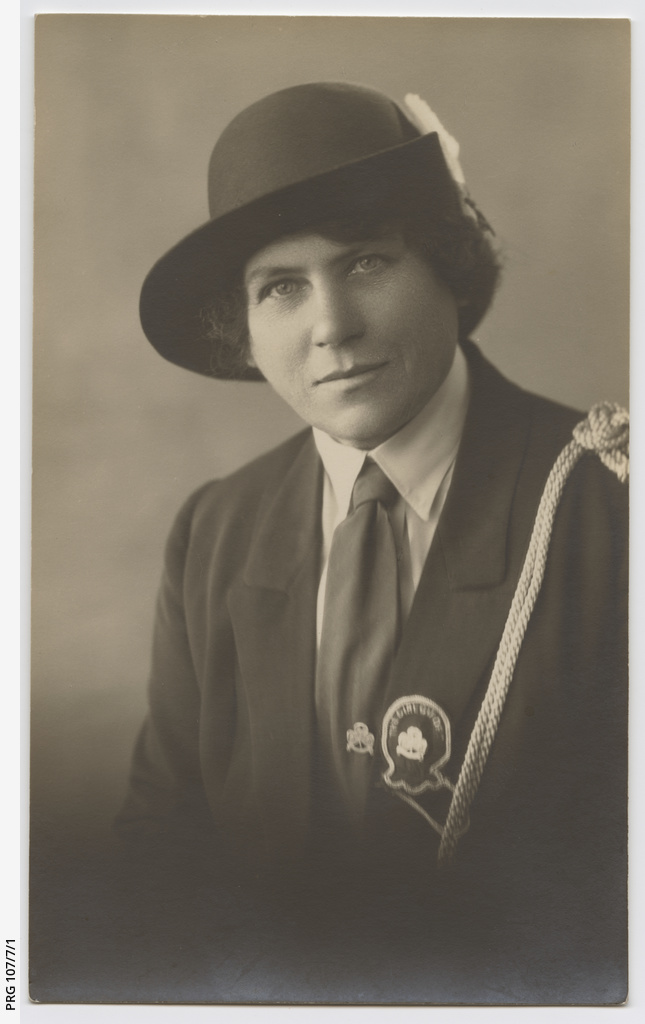
阿德萊克‧米瑟克

1951年6月8日，艾利斯斯普林斯皇家飞行医生服务中心正式发送了第一节空中学校课程。 2001年5月9日，空中学校在其金禧纪念日6月8日之前进行了服务创办50周年的庆典；2021年6月8日，它又庆祝了其服务创办70周年。

## 教学方法
除了塔斯馬尼亞州其它的州，都有線上學校的課程。